# Esteban I de Moldavia
Esteban I de Moldavia (c. 1364-antes del 28 de noviembre de 1399) fue un príncipe de Moldavia que gobernó entre diciembre de 1394 y el 28 de noviembre de 1399.
Recientes análisis de ADN han demostrado que era el hijo mayor de Romano I de su primer matrimonio con una prima hermana, eliminando así la hipótesis de que su madre fuera una lituana de la familia Koriatovich de la dinastía gedimínida de Podolia Tuvo como hermanos a Miguel y Iuga, y del segundo matrimonio de Romano I con Anastasia, tuvo a sus hermanastros Bogdan (1391-1404) y Alejandro.

## Biografía

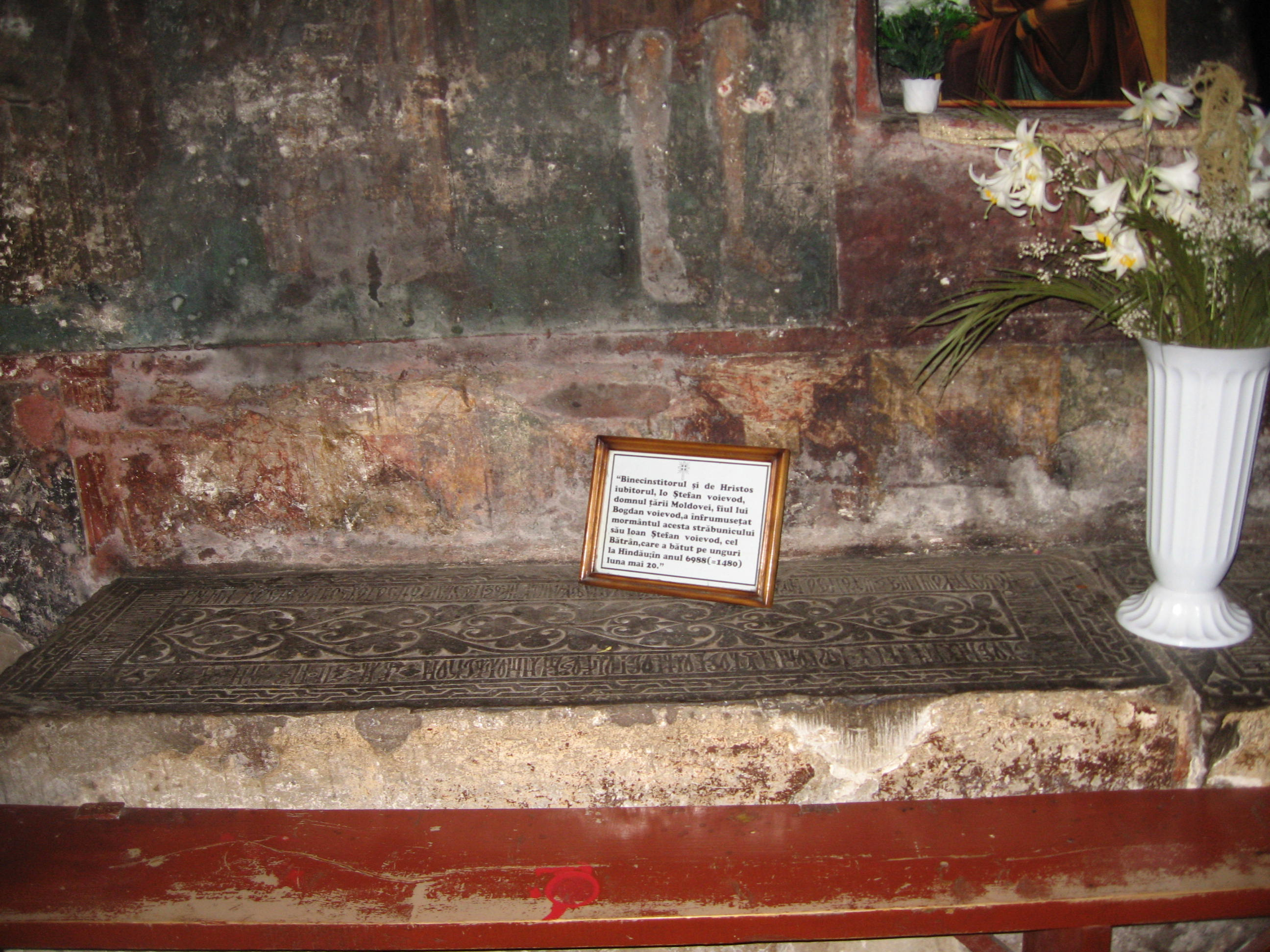
Sepulcro de Esteban I en el monasterio Bogdana.

La primera mención escrita al reinado de Esteban I está fechada el 6 de enero de 1394 en un acta redactada en Suceava, en la que el nuevo soberano anuncia que ocupa y se ha establecido como voivoda de Moldavia.
Llegó al trono con la ayuda de Vladislao II Jagellón, que le favoreció frente a su primo Romano, hijo de Pedro II. Se convirtió así en vasallo del rey polaco y le prometió ayuda contra cualquier enemigo.
El rey de Hungría, Segismundo de Luxemburgo, que tenía pretensiones de soberanía sobre Moldavia y mantenía relaciones adversas con Polonia, organizó una expedición contra Esteban I, atravesando las montañas y sitiando la fortaleza de Neamț, pero sin poder conquistarla. Durante la retirada, el ejército húngaro fue atacado y aplastado por Esteban, en febrero de 1395 en Hindău, hoy el pueblo de Ghindăoani, distrito de Neamț, en febrero de 1395.
Como aliado de los polacos, envió tropas a combatir en la derrota del Vorskla contra los tártaros el 12 de agosto de 1399. Esteban no participó en la campaña.. Esteban I murió cuando tenía unos 35 años, en algún momento antes del 28 de noviembre de 1399, y fue enterrado en el monasterio Bogdana en Rădăuți. Una lápida fue colocada por su bisnieto Esteban el Grande el 20 de mayo de 1480, que recuerda la brillante victoria en Hindău.